# Z264/265・Z266/263次列車
Z264/265・Z266/263次列車（中国語: Z264/265、Z266/263次列车）または広蔵列車（中国語: 广藏列车）、広薩車（中国語: 广萨车）とは、中華人民共和国広東省広州市とチベットラサ市を結ぶ、中国鉄路総公司広州鉄路集団が運行する優等列車である。Z264、Z265はラサ行き、Z266、Z263は広州行きの列車番号であり、どちらも途中の鄭州駅で列車番号が変更される。

## 概要
2006年10月2日に運行が開始され、10月5日より隔日運行となった。乗務員は広州鉄路集団広州客運段広蔵車チームが乗務している。Z264/265・Z266/263次列車の運行距離は4,980kmで、モスクワ行き列車と臨時列車を除けば中国最長距離の列車であり、世界でも8番目に長い運行距離を持つ列車である。経路は広東省から、湖南省、湖北省、河南省、陝西省、甘粛省、青海省及びチベット自治区の8つの省と自治区を通過する。このほかにZ264/265・Z266/263次列車は、世界で最も高い地点にある鉄道駅、チベットのタングラ駅を通過し、その海抜は5,072mに至る。
Z264/265・Z266/263次列車の運行時間は、広州発ラサ行き列車が54時間11分、ラサ発広州行き列車が54時間53分である。しかし、中国国内列車で最も運行時間の長い列車は長春～昆明間で運行されるK2288/2285・K2286/2287次列車で、その運行時間は68時間25分に及ぶ。Z264/265・Z266/263次列車は運行開始以来、中国鉄道部から「紅旗列車」、「火車頭獎章」など30あまりの称号を授与されている。

## 歴史
2006年7月1日、青蔵鉄道の全線開通に伴って中国鉄道部は、北京西行き、成都/重慶行き、西寧/蘭州行きの3列車の運行を開始させた。いずれの列車も高い乗車率を保ったため、中国鉄道部は関係する鉄路局とともに青蔵鉄道、隴海線、京広線、京滬線等各路線の列車ダイヤを調整し、2006年11月の大型連休（黃金週）の期間までに上海、広州発ラサ行き旅客列車を増発することを決定した。そして、上海～ラサ間で運行されるT164/165、T166/163列車（現：Z164/165・Z166/163次列車）は10月1日、広州～ラサ間で運行されるT264/265､T266/263次列車（現：Z264/265・Z266/263次列車）は10月2日に運行が開始された。
2007年4月18日、第六次大提速（ダイヤ改正）が行われ、広州～ラサ間の所要時間はラサ行きが2時間、広州行きが3時間短縮され、それぞれ55時間53分と56時間10分となった。
2012年7月1日より、T264/265、T266/263次列車は毎日運行されるようになった。しかし、広州鉄路集団に所属する中国国鉄25T系客車の電源車は4輛しかなく、広州～ラサ間を毎日運行するためには電源車の数が足りなかった。そのため、中国鉄路総公司は広州所属客車を西寧西までの運行とし、旅客は西寧西で青蔵鉄路公司所属の別の客車に乗り換えることとなった。なお、列車番号は広州～ラサ間で通しのままであり、同じ列車として扱われている。
2014年12月10日、T264/265、T266/263次列車は特快列車から直達特快列車に格上げされ、列車番号がZ264/265・Z266/263次列車となった。同年12月24日、西寧駅の建て替え工事が完了したため、Z264/265・Z266/263次列車の停車駅が西寧西駅から西寧駅に戻された。

## 供食サービス
食堂車は編成中央の7号車にあり、入口には24時間営業のカウンターが設置してある。広州～ラサ間の所要時間は長く、乗客のニーズを満たすために広州～ゴルムド間の食堂車では食事時間帯以外では嶺南地域独特の工夫茶をはじめとした飲料を提供し、食事時間帯には2名の料理人によって四川料理、広東料理、湖南料理、清真料理や西洋料理等の各種料理を提供している。ゴルムド～ラサ間でも西洋式ファーストフード弁当の販売が行われる。

## 列車編成

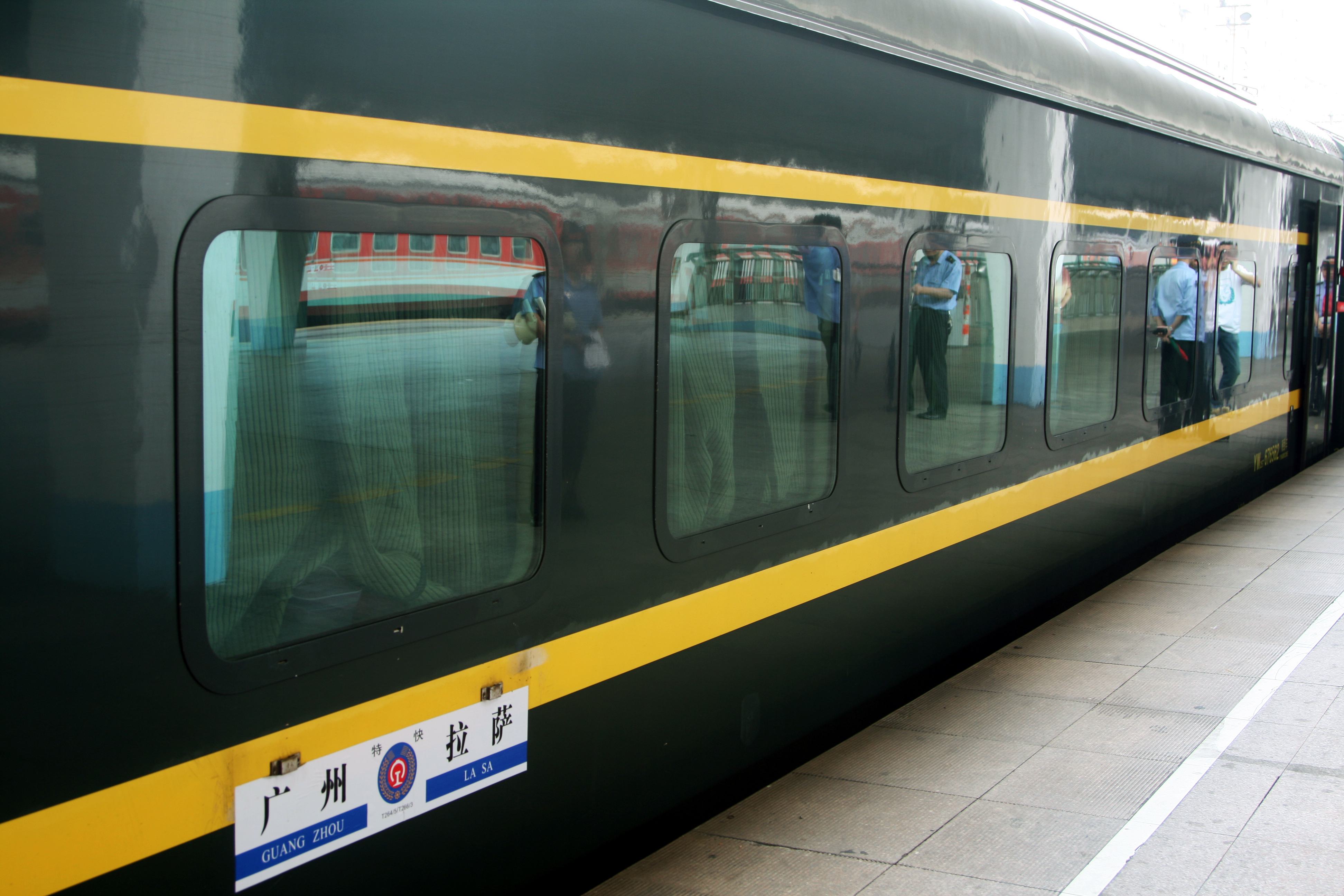
25T系客車

2006年10月2日の運行開始以来、広州～西寧間は15輛編成の25T系客車チベット高原型で運行され、西寧～ラサ間ではさらに電源車1輛が連結される。車内の色調は座席の等級ごとに異なっており、軟臥車（1等寝台車）は赤色、硬臥車（2等寝台車）は黄色、食堂車は紫色、硬座車（2等座席車）は青色となっている。また、各車輛にトイレと洗面所が設置してあり、24時間お湯を提供しているほか、軟臥車と食堂車には液晶テレビが設置してある。高山病対策として、列車の空調は中央制御方式で冷暖房のほか与圧を行い、列車内の酸素量は常に23%に保たれている。また、ゴルムド～ラサ間の高原区間では、車内に設置された酸素供給管から旅客に酸素を提供している。また、列車内の4号車には医務室があり、西寧駅から医師が乗務して、高山病患者の診察や薬の処方、点滴を行っている。

### 牽引機
| 運行区間                 | 広州↔武昌                                                                                | 武昌↔西寧                                         | 西寧↔ゴルムド                                 | ゴルムド↔ラサ                                                 |
| 機関車 所属 機関士所属駅 | 韶山9G型 / 韶山8型電気機関車 広州鉄路集団広州機務段 / 広州鉄路集団長沙機務段 広州 / 長沙 | HXD3D型電気機関車 蘭州鉄路局蘭州機務段 西安、蘭州 | HXD1D型電気機関車 青蔵鉄路公司西寧機務段 西寧 | NJ2型ディーゼル機関車重連 青蔵鉄路公司ゴルムド機務段 ゴルムド |

### 客車
| 運行区間   | 西寧↔ラサ    | 広州↔西寧↔ラサ             | 広州↔西寧↔ラサ             | 広州↔西寧↔ラサ | 広州↔西寧↔ラサ             | 広州↔西寧↔ラサ             |
| 号車番号   | NA           | 1-4                        | 5-6                        | 7              | 8-11                       | 12-15                      |
| 車輛の種類 | KD25T 電源車 | YW25T 硬臥車 （2等寝台車） | RW25T 軟臥車 （1等寝台車） | CA25T 食堂車   | YZ25T 硬座車 （2等座席車） | YW25T 硬臥車 （2等寝台車） |

## 時刻表
| Z264/265次 （ラサ行き） | Z264/265次 （ラサ行き） | Z264/265次 （ラサ行き） | Z264/265次 （ラサ行き） | Z264/265次 （ラサ行き） | 停車駅                | Z266/263次 （広州行き） | Z266/263次 （広州行き） | Z266/263次 （広州行き） | Z266/263次 （広州行き） | Z266/263次 （広州行き） |
| 列車番号                | 走行距離                | 日数                    | 到着時間                | 出発時間                | 停車駅                | 到着時間                | 出発時間                | 日数                    | 走行距離                | 列車番号                |
| ----------------------- | ----------------------- | ----------------------- | ----------------------- | ----------------------- | --------------------- | ----------------------- | ----------------------- | ----------------------- | ----------------------- | ----------------------- |
| Z264                    | 0                       | 1                       | —                       | 11:42                   | 広州                  | 19:26                   | —                       | 3                       | 4980                    | Z263                    |
| Z264                    | 374                     | 1                       | 15:23                   | 15:29                   | 郴州                  | 15:25                   | 15:29                   | 3                       | 4606                    | Z263                    |
| Z264                    | 707                     | 1                       | 18:56                   | 19:18                   | 長沙                  | 11:55                   | 12:01                   | 3                       | 4273                    | Z263                    |
| Z264                    | 1069                    | 1                       | 22:43                   | 23:03                   | 武昌                  | 08:12                   | 08:27                   | 3                       | 3911                    | Z263                    |
| Z264                    | —                       | 1                       | ↓                       | ↓                       | 長江 （武漢長江大橋） | ↑                       | ↑                       | 3                       | —                       | Z263                    |
| Z265                    | 1605                    | 2                       | 03:35                   | 03:52                   | 鄭州                  | 03:13                   | 03:35                   | 3                       | 3375                    | Z263                    |
| Z265                    | 2116                    | 2                       | 09:41                   | 10:00                   | 西安                  | 21:07                   | 21:15                   | 2                       | 2864                    | Z266                    |
| Z265                    | 2792                    | 2                       | 16:48                   | 17:03                   | 蘭州                  | 12:48                   | 13:06                   | 2                       | 2188                    | Z266                    |
| Z265                    | 3020                    | 2                       | 19:28                   | 19:48                   | 西寧                  | 10:01                   | 10:21                   | 2                       | 1960                    | Z266                    |
| Z265                    | 3838                    | 3                       | 04:21                   | 04:46                   | ゴルムド              | 01:18                   | 01:43                   | 2                       | 1142                    | Z266                    |
| Z265                    | 4658                    | 3                       | 13:49                   | 13:54                   | ナクチュ              | 15:53                   | 15:59                   | 1                       | 322                     | Z266                    |
| Z265                    | 4980                    | 3                       | 17:43                   | —                       | ラサ                  | —                       | 11:55                   | 1                       | 0                       | Z266                    |

## 脚註
1. 1 2 3  『2013.07 全国铁路旅客列车时刻表』 p357
2. 1 2 3  阿部、岡田 p.173
3. 1 2  “上海、广州进藏旅客列车“十一”起正式开行（簡体字中国語）”.   中国政府网 (2006年9月9日). 2015年10月25日閲覧。
4. ↑  “广州进藏火车国庆开通 全程58小时为国内运行时间最长列车（簡体字中国語）”.   新浪网 (2006年7月23日). 2015年10月25日閲覧。
5. ↑  “提速后上海、北京、成都、广州、重庆进藏时间缩短（簡体字中国語）”.   西藏旅遊攻略網 (2007年4月23日). 2015年10月25日閲覧。
6. ↑  “兰州火车站7月1日起调图 新增列车3.5对（簡体字中国語）”.   中国广播网 (2012年6月14日). 2015年10月25日閲覧。
7. ↑  “广州进藏列车10月2日开行乘客用热水洗漱（簡体字中国語）”.   深圳新闻网 (2006年9月30日). 2015年10月25日閲覧。
8. ↑  “广州进藏车票开售 最高票价1434元全程禁烟（簡体字中国語）”.   新华网 (2006年9月23日). 2015年10月25日閲覧。
9. ↑  阿部、岡田 p.54
10. ↑  “广州进藏列车首度亮相（簡体字中国語）”.   腾讯网 (2006年9月30日). 2015年10月25日閲覧。